# Selce (Banská Bystrica)
Selce é um município da Eslováquia localizado no distrito de Banská Bystrica, região de Banská Bystrica.

## Demografia
| Ano:        | 1994 | 2004   | 2014   | 2024   |
| ----------- | ---- | ------ | ------ | ------ |
| Broj ljudi: | 1987 | 2049   | 2161   | 2100   |
| Razlika:    |      | +3,12% | +5,46% | -2,82% |

| Ano:               | 2023 | 2024   |
| ------------------ | ---- | ------ |
| Número de pessoas: | 2117 | 2100   |
| Diferença:         |      | -0,80% |